# 蒂尔加滕

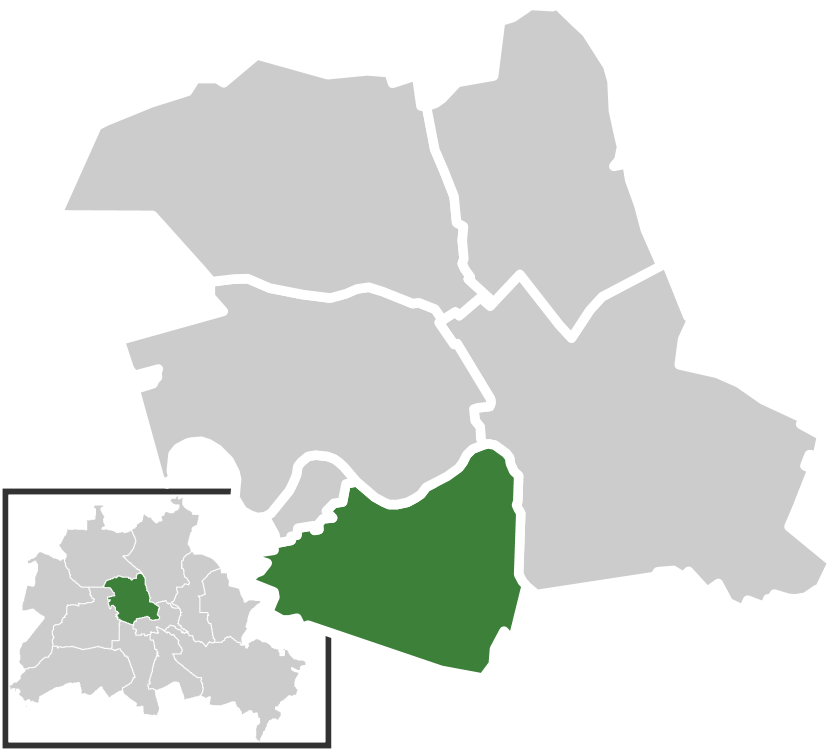
蒂尔加滕在柏林米特区的位置

蒂尔加滕（红色）和米特区（黄色）的位置

蒂尔加滕（德語：[ˈtiːɐ̯ˌɡaʁtn̩] ⓘ）是德国首都柏林米特区的一个下属区。2001年柏林行政区划改革之前的蒂尔加滕区，则是柏林的一个区份，包括了本条目描述的蒂尔加滕，以及汉萨菲特尔和莫阿比特三个下属区。如今，“蒂尔加滕”这个名称，在不同语境中可以代指行政区划改革之前的蒂尔加滕区，也可代指改革之后的蒂尔加滕下属区，同时也是区内大蒂尔加滕公园的名称。大蒂尔加滕公园以南的一片地区，旧时也被称为“南蒂尔加滕（Tiergarten-Süd）”。

## 地理和人口
蒂尔加滕区总面积5.17平方公里。北以施普雷河为界，西北到东北方向与汉萨分区、莫阿比特分区以及米特分区相邻，这四个区共属大的米特区管辖。蒂尔加滕以西，是夏洛滕堡-维尔默斯多夫区的夏洛滕堡区；以南是滕珀尔霍夫-舍讷贝格区的舍讷贝格区。蒂尔加滕区的绝大部分由柏林第二大城市公园——大蒂尔加滕公园构成。而小蒂尔加滕公园在莫阿比特区。
截止2012年6月30日，蒂尔加滕分区有12510常住居民，人口密度2420人/平方千米。

## 历史

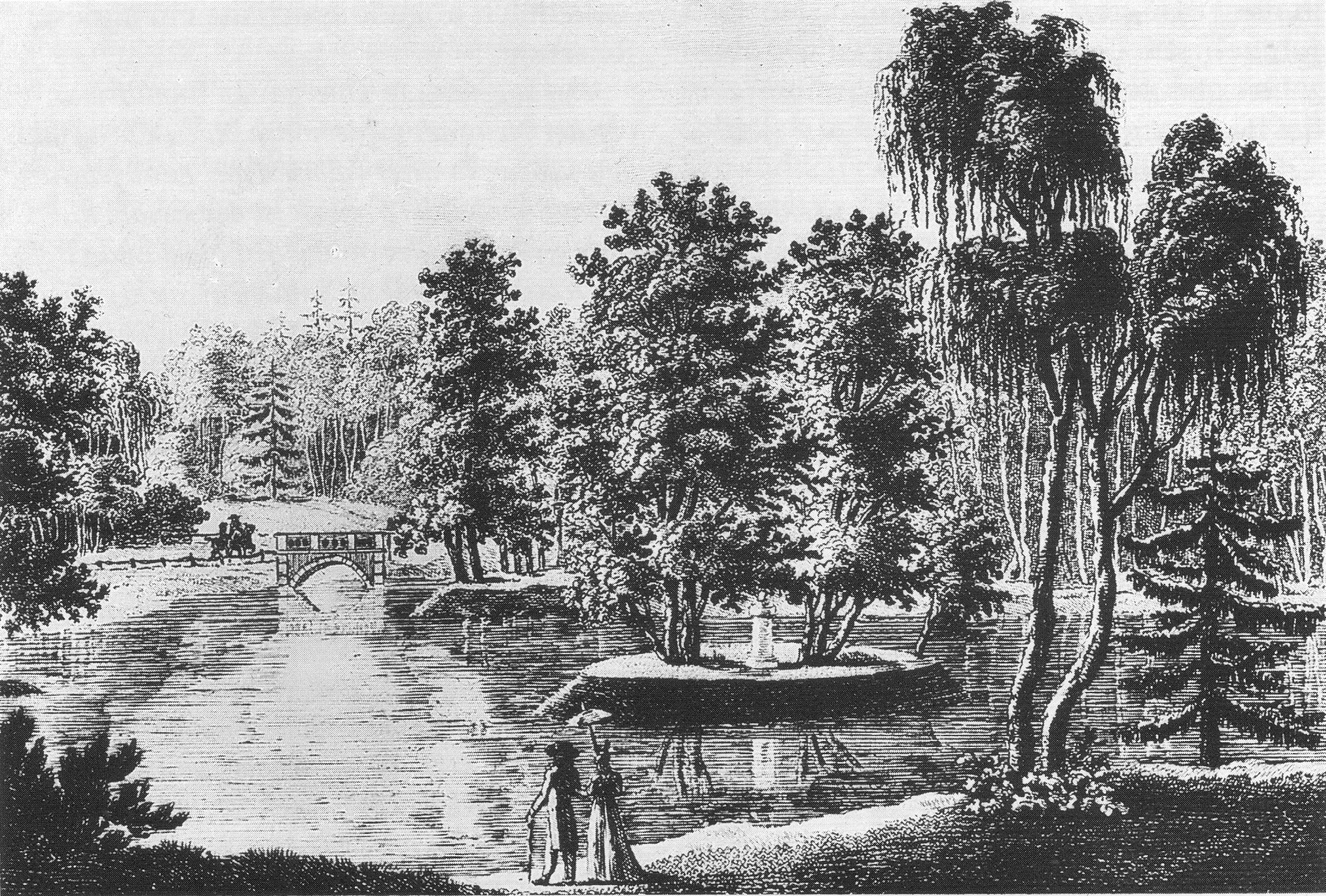
大蒂尔加滕公园的卢梭岛，19世纪早期

### 1920年前
1861年，柏林关税城墙外、大蒂尔加滕公园和施普雷河之间的空地被并入柏林城。1884年，这片区域正式划为蒂尔加滕城区（Stadtteil）。城区西部曾经叫“舍嫩贝格草地”（今天介于德国国会大厦和世界文化宫之间的草坪），是1877年设立的“汉萨区”所在地。东端的施普雷河湾上，最早是军队的操练场。后来那里变成了象征性的国王广场（今天的共和广场），胜利纪念柱矗立中央，保罗·瓦洛特设计的国会大厦和1844年兴建的克罗尔歌剧院也在广场上。施普雷河湾的北缘，是高贵的使馆区——“阿尔森区”，瑞士大使馆坐落于此。
1910年蒂尔加滕区的居民总数是24717。

### 1920年至2000年

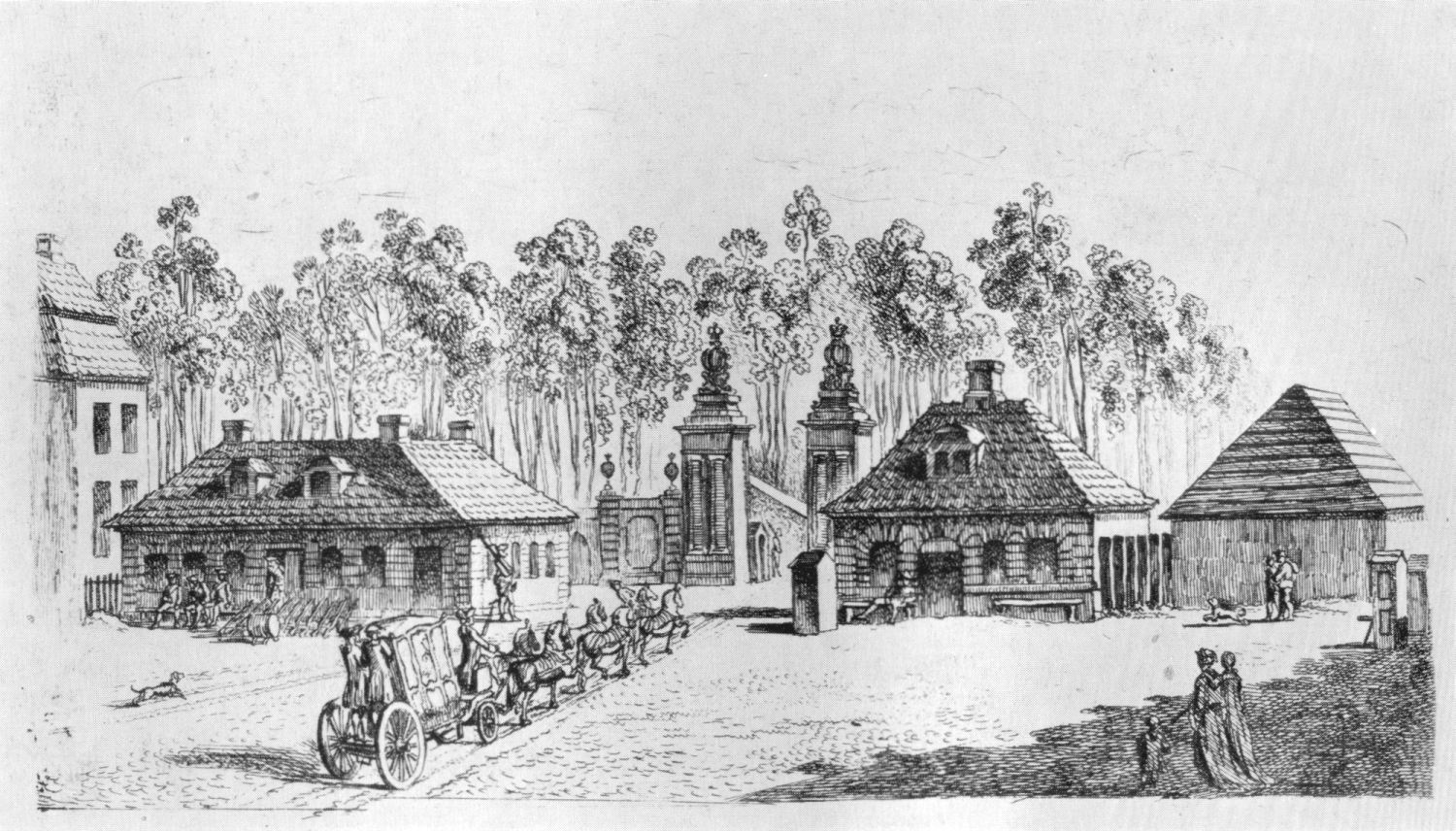
1735年的勃兰登堡门，背景是今天的大蒂尔加滕公园

1920年，四个柏林城区（Stadtteil）组成了“蒂尔加滕区（Bezirk Tiergarten）”：蒂尔加滕、莫阿比特、下弗里德里希镇和舍嫩贝格镇。二战期间，施普雷河以南的建筑几乎全部被毁。克罗尔歌剧院在1933年的国会纵火案之后曾经作为国会使用，1943年在空袭中被炸毁。莫阿比特区的大部分老建筑却得以幸存。
1925年蒂尔加滕区的人口有283581,1946年减少到110620,1987年仅有86380。

### 2001年后
2001年，蒂尔加滕区和与它相邻的米特区、威丁区合并，成为今天的米特区。经区议会决定，新的米特区由地区（Ortsteil）米特、威丁、格孙特布伦嫩、莫阿比特、汉萨菲特尔和蒂尔加滕共同组成。

## 旅游景点

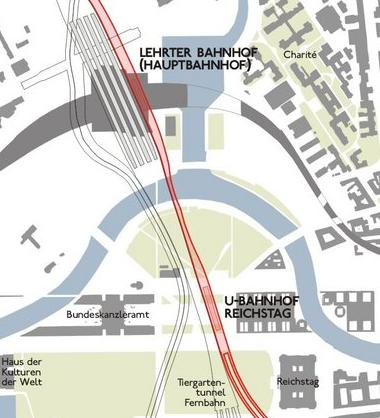
施普雷河河湾地区地图，上方是主火车站，下方河湾区是政府区

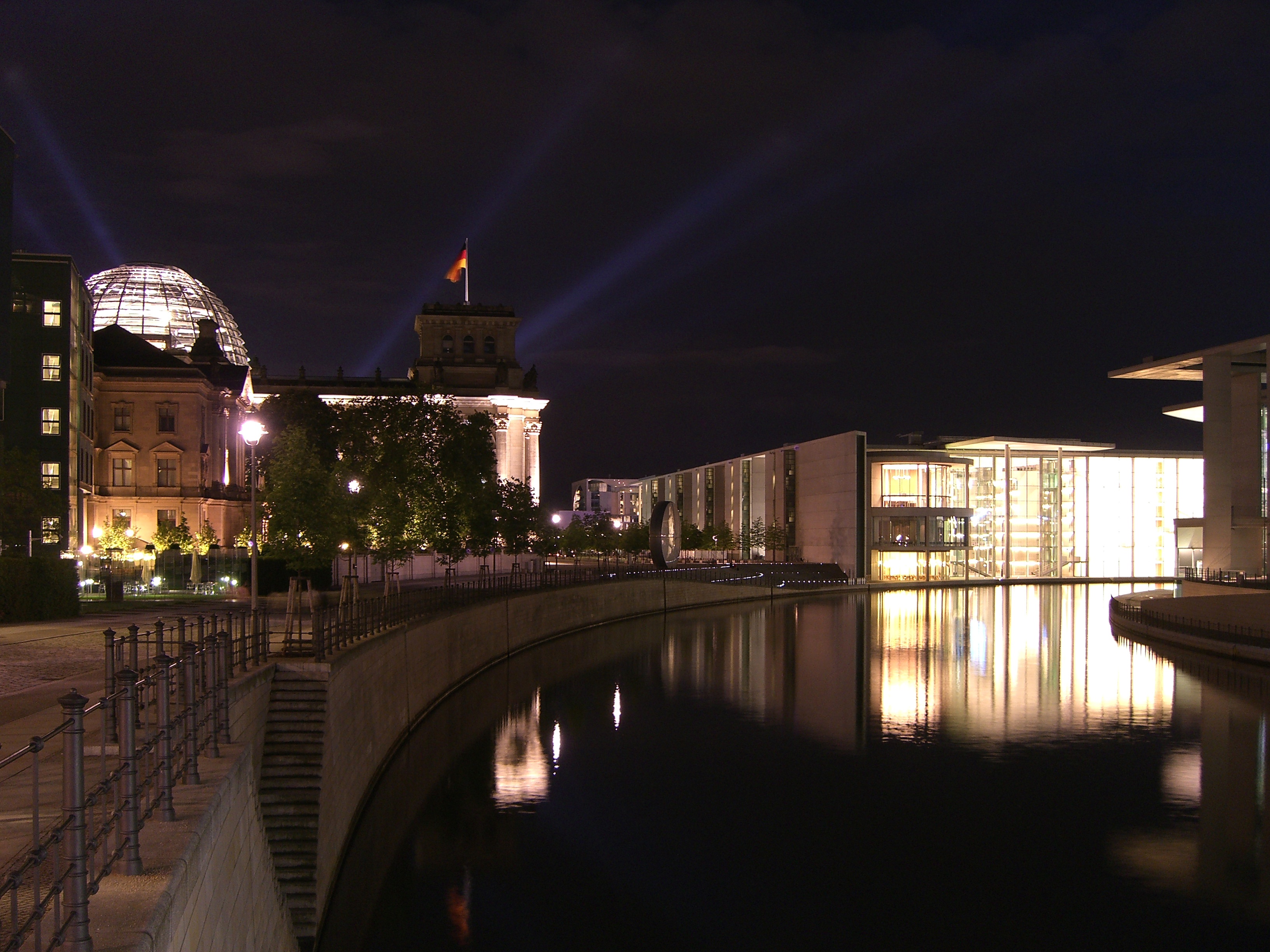
施普雷河河湾夜色，背景是德国国会大厦

### 施普雷河河湾区
在施普雷河湾公园以南的施普雷河湾里，坐落着德意志联邦共和国重要的政府和议会机构。共和广场旁的德国国会大厦，是德国联邦议院开会的地方。旁边的保罗-勒贝大厦也是国会的办公地。德国联邦总理和政府内阁在德国联邦总理府办公。不加围栏的瑞士大使馆就在联邦总理府旁边。

### 波茨坦广场
勃兰登堡门和波茨坦广场位于蒂尔加滕区的东部边缘，过去是东柏林和西柏林之间的边境。附近是文化广场，从音乐厅柏林爱乐厅，1963年由建筑师汉斯·夏隆设计，驻有柏林爱乐管弦乐团；延伸到1968年由路德维希·密斯·凡德罗设计的新国家美术馆；中间是1844年到1846年间弗里德里希·奥古斯特·施蒂勒设计的新古典主义的圣马太教堂；柏林油画馆以及柏林国家图书馆的新分馆。在紧邻柏林爱乐厅旁的公共汽车站处，蒂尔加滕街4号的一幢别墅，是纳粹对残疾人实施安乐死计划T4行动的地方。今天的一块铭牌标出了这个地点。
两德统一之后新建的波茨坦广场上，有索尼中心、铁路塔和科尔霍夫塔。此外还有波茨坦广场歌剧院、柏林赌场、柱廊公园和波茨坦广场Arkaden购物中心。

### 柏林动物园
大蒂尔加滕公园南边、蒂尔加滕区的南边界上，是选帝侯大街（不是选帝侯路堤），这条街和不远处的柏林动物园车站，因1981年上映的电影《墮落街》而闻名。电影中涉及海洛因的镜头，白天在动物园车站，晚上便转移到了选帝侯大街。街上的地铁选帝侯街站，不仅是著名的色情场所，而且这条街和附近的居民楼多年以来一直是海洛因交易场所。动物园车站附近还有柏林动物园和柏林水族馆，皆属蒂尔加滕区。

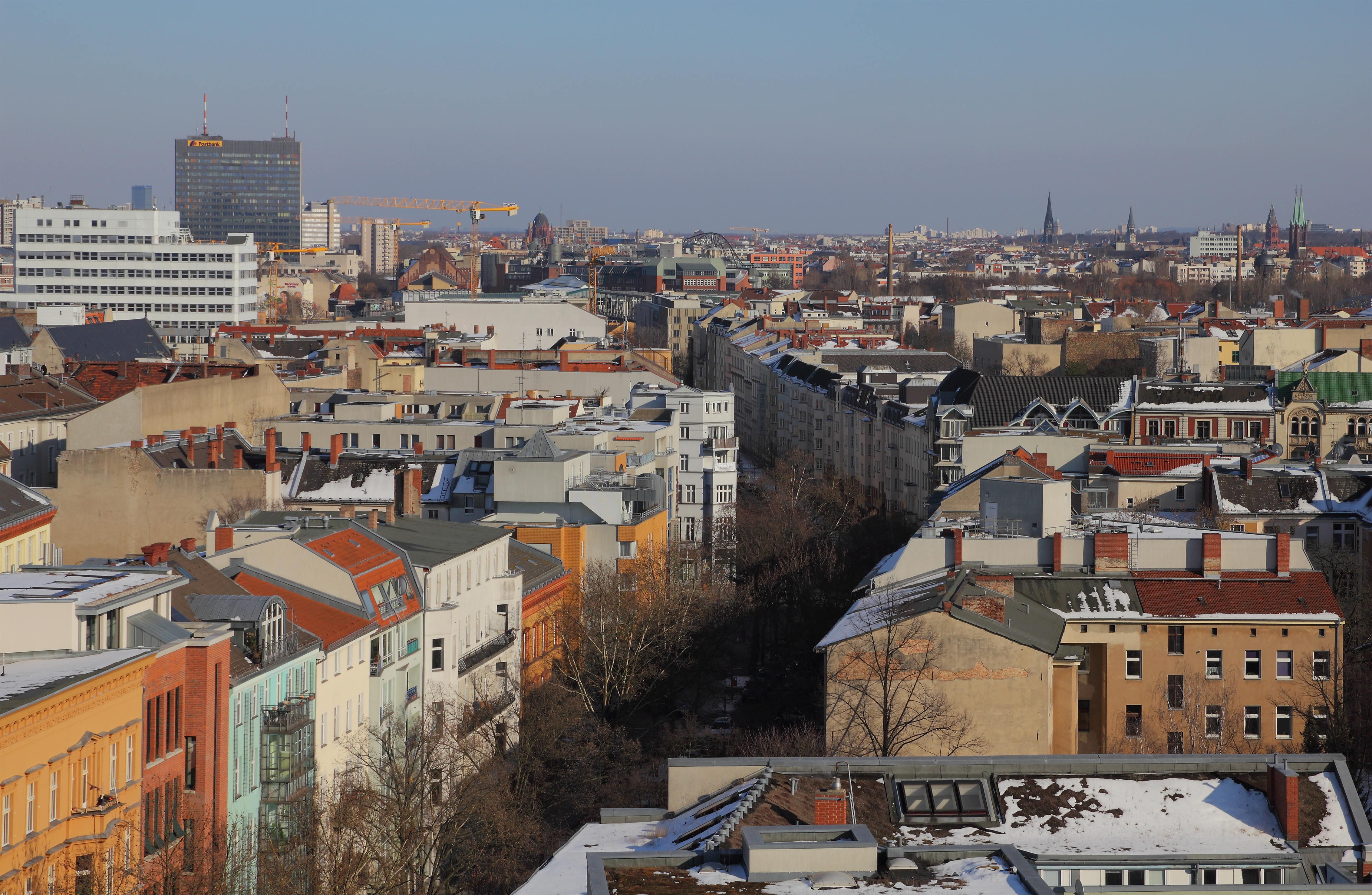
鸟瞰蒂尔加滕区南部

### 其他
1957年，美国送给当时西柏林一座会议中心，也就是今天的世界文化宫。因其别出心裁的造型，在柏林人口中被称作“怀孕的牡蛎（Schwangere Auster）”。1980年，此建筑的水泥穹顶意外掉落，砸死了一个记者。这件事情发生以后，这座建筑被重新设计和加固。
紧邻柏林墙、在世界文化宫旁曾经有一个藤普杜音樂廳，是各种马戏和摇滚音乐会的举办地。后来为了联邦总理府的安全起见，这个音樂廳被迁到了克罗伊茨贝格区原柏林安哈尔特火车站所在地，并被固定在一座形似马戏帐篷的建筑里。总理府旁边的原址，现在是“总理府旁的帐篷——Tipi”。
此外，德国总统的官邸美景宫和钟琴塔也位于大蒂尔加滕公园。园内还有一些著名的雕塑，例如胜利纪念柱、俾斯麦以及一些普鲁士将军的雕像，过去全都位于面临国会大厦的典礼园内，后来被纳粹政府迁移到今天的位置。此外，从凯旋柱放射出去的林荫道上还有一些普鲁士贵族的雕像。

### 活动
2006年之前的爱的大游行，以及2005年7月2日的德国现场八方音乐会，都在胜利纪念柱和六月十七日大街举行。从1987年开始，这里也是一年一度柏林马拉松的起点和终点。

### 其他重要地点
蒂尔加滕区的波茨坦广场附近，是柏林文化论坛，画廊、柏林铜版画艺术博物馆、柏林乐器博物馆、新国家画廊、柏林爱乐厅、圣马太教堂和德国国家图书馆都坐落于此。
此外，包豪斯档案馆、德国联邦国防部所在地之一本德勒馆和位于其中的德国抵抗运动纪念中心、德国总统府、基民盟总部康拉德·阿登纳大厦，以及蒂尔加滕隧道，都在蒂尔加滕区。
蒂尔加滕区的重要广场有：吕措广场、马格德堡广场、波茨坦广场、奥洛夫·帕尔梅广场、共和广场和蒂拉·迪里厄公园。

## 区内社会机构

### 大使馆
| - 埃及 - 巴林 - 玻利维亚 - 丹麦 - 萨尔瓦多 - 爱沙尼亚 - 芬兰 - 危地马拉 - 印度 - 冰岛 - 意大利 | - 日本 - 哥伦比亚 - 卢森堡 - 马来西亚 - 马耳他 - 毛里求斯 - 墨西哥 - 纳米比亚 - 尼加拉瓜 - 挪威 - 奥地利 | - 瑞典 - 瑞士 - 斯洛伐克 - 西班牙 - 南非 - 韩国 - 叙利亚 - 土耳其 - 阿拉伯联合酋长国 |

### 领事馆
- 巴巴多斯
- 摩纳哥

### 联邦州代表处
- 不莱梅州（德语：Vertretung des Landes Bremen beim Bund）
- 北莱茵－威斯特法伦州（德语：Vertretung des Landes Nordrhein-Westfalen beim Bund）
- 巴登－符腾堡州（德语：Vertretung des Landes Baden-Württemberg beim Bund）

### 学校
- 第四十四学校（44. Schule）：一所国立小学
- Lomossonow小学（Lomossonow-Grundschule）：一所私立小学
- 柏林pme家庭服务学校（pme Familienservice Schule Berlin）：一所私立小学
- 柏林卡尼修斯学校（Canisius-Kolleg Berlin）：一所天主教文理中学
- 柏林法国文理中学（德语：Französisches Gymnasium Berlin）（Französisches Gymnasium）：一所一直用法语教学的文理中学
- BBA房地产经济学院（BBA-Akademie für Immobilienwirtschaft）：一所私立职业学校

### 宗派机构
- 新教福音派伊丽莎白医院
- 天主教弗朗西斯医院
- 圣·路德格鲁斯教堂（现用作叙利亚东正教教堂（德语：Syrisch-Orthodoxe_Kirche））

### 其他机构
- 弗里德里希·艾伯特基金会（德语：Friedrich-Ebert-Stiftung），柏林支部
- 蒂尔加滕乡土联合会和文史工作室（Heimatverein und Geschichtswerkstatt Tiergarten e. V.）
- 柏林洲际酒店（德语：InterContinental_Berlin），隶属洲际酒店集团
- 康拉德·阿登纳基金会学院（Akademie der Konrad-Adenauer-Stiftung）
- 康拉德·阿登纳大厦（德语：Konrad-Adenauer-Haus (Berlin)），德国基督教民主联盟联邦总部
- 产品服务检测基金会（德语：Stiftung Warentest），一家消费者权益保护组织
- 德国标准化学会，统筹制定和管理DIN标准（德语：DIN-Norm）的组织

## 注解
1. ↑  Grunert：《Übersicht der neuen Eintheilung der Stadt Berlin in Stadtteile und Bezirke》，柏林，1884。
2. ↑  Friedrich Leyden：《Gross-Berlin. Geographie der Weltstadt.》，Hirt，弗罗茨瓦夫，1933年（其中的《Entwicklung der Bevölkerungszahl in den historischen Stadtteilen von Alt-Berlin》第206页）。
3. ↑  Statistische Jahrbücher von Berlin 1925 bis 1988，《柏林年鉴：1925年至1988年》

52°31′N 13°22′E / 52.517°N 13.367°E